# Andy Taylor (przedsiębiorca muzyczny)
Andy Taylor, co-manager brytyjskiego zespołu Iron Maiden, od 1979 roku współzałożyciel Sanctuary Records, która w 2007 roku została największą, niezależną firmą nagraniową, jeden z wiodących na świecie posiadaczy praw własności intelektualnej (IPR) i największy niezależny właściciel muzycznego IPR. Nazwa przedsiębiorstwa została zaczerpnięta od tytułu utworu Sanctuary grupy Iron Maiden. Partnerem biznesowym Taylora jest Rod Smallwood, którego poznał jeszcze w czasach studenckich w Kolegium Trójcy Świętej w Cambridge.